# Daniel Fredheim Holm
Daniel Fredheim Holm (født 30. juli 1985) er en norsk professionel fodboldspiller, som spiller i Vålerenga. Han er halvbror til sin tidligere medspiller i Vålerenga, Thomas Holm, samt søn af tidligere fodboldspiller, Paal Fredheim.
Fredheim Holm spillede i AaB fra 2009 til 2011, men havde lange skadespauser og opnåede kun 17 kampe for klubben.

## Klub karriere
Fredheim Holm startede som professionel fodboldspiller i den norske klub, Skeid.
Han skiftede i foråret 2004 fra Skeid til Vålerenga IF for 1,5 mio. NOK og blev en del af det Vålerenga-hold, der i 2008 vandt den norske pokalturnering.
Efter sin succes i Vålerenga IF blev han købt af AaB i 2009. Det blev dog aldrig til den store succes i AaB, idet han pga. lange skadespauser kun fik 17 kampe, inden han blev solgt til Rosenborg BK i januar 2011.

## Landsholdskarriere
Han fik sin debut på det norske landshold i marts 2007, hvor han spillede mod Tyrkiet.